# Campeonato Mundial de Esquí Nórdico de 1924
El I Campeonato Mundial de Esquí Nórdico se celebró en Chamonix (Francia) entre el 25 de enero y el 2 de febrero de 1924, dentro de los I Juegos Olímpicos de Invierno (las pruebas de esquí de fondo y saltos en esquí incluidas en el programa contaron como pruebas del Mundial, no así las de combinada nórdica), bajo la organización de la Federación Internacional de Esquí (FIS) y la Federación Francesa de Esquí.

## Esquí de fondo
| Evento        | Oro                               | Plata                                    | Bronce                                   |
| ------------- | --------------------------------- | ---------------------------------------- | ---------------------------------------- |
| 18 km (02.02) | Thorleif Haug · Noruega · 1:14:31 | Johan Grøttumsbråten · Noruega · 1:15:51 | Tapani Niku · Finlandia · 1:16:26        |
| 50 km (30.01) | Thorleif Haug · Noruega · 3:44:32 | Thoralf Strømstad · Noruega · 3:46:23    | Johan Grøttumsbråten · Noruega · 3:47:46 |

## Salto en esquí
| Evento                       | Oro                                        | Plata                               | Bronce                                   |
| ---------------------------- | ------------------------------------------ | ----------------------------------- | ---------------------------------------- |
| Trampolín individual (25.01) | Jacob Tullin Thams · Noruega · 18,960 pts. | Narve Bonna · Noruega · 18,689 pts. | Anders Haugen Estados Unidos 17,916 pts. |

## Medallero
| Núm. | País           | Oro | Plata | Bronce | Total |
| ---- | -------------- | --- | ----- | ------ | ----- |
| 1    | Noruega        | 3   | 3     | 1      | 7     |
| 2    | Estados Unidos | 0   | 0     | 1      | 1     |
| 2    | Finlandia      | 0   | 0     | 1      | 1     |
|      | TOTAL          | 3   | 3     | 3      | 9     |